# Лескенское сельское поселение
Лескенское се́льское поселе́ние — муниципальное образование в Ирафском районе Северной Осетии Российской Федерации.
Административный центр — село Лескен.

## История
Статус и границы сельского поселения установлены Законом Республики Северная Осетия-Алания от 5 марта 2005 года № 14-рз «Об установлении границ муниципального образования Ирафский район, наделении его статусом муниципального района, образовании в его составе муниципальных образований - сельских поселений и установлении их границ»

## Население
| 2002  | 2010  | 2011  | 2012  | 2013  | 2014  | 2015  |
| ----- | ----- | ----- | ----- | ----- | ----- | ----- |
| 2364  | ↘2285 | ↗2286 | ↘2271 | ↘2243 | ↘2215 | ↗2244 |
| 2016  | 2017  | 2018  | 2019  | 2020  | 2021  | 2023  |
| ↘2224 | ↘2196 | ↘2158 | ↘2140 | ↘2123 | ↘1956 | ↘1912 |
| 2024  | 2025  |       |       |       |       |       |
| ↘1881 | ↗1891 |       |       |       |       |       |

## Состав сельского поселения
| № | Населённый пункт | Тип населённого пункта       | Население |
| - | ---------------- | ---------------------------- | --------- |
| 1 | Лескен           | село, административный центр | ↗1891     |